# Lavandula
Lavandula és un gènere de plantes que té 25-30 espècies dins la família Lamiaceae o labiades. És un gènere originari de la regió mediterrània fins a l'Àfrica tropical i Índia. El gènere inclou plantes anuals, subarbusts o mates i arbusts.
Als Països Catalans les espècies més comunes són Lavandula stoechas, L. dentata, L. latifolia i L. angustifolia. Es conreen sobretot els híbrids entre Lavandula latifolia i L. angustifolia, que és un conreu típic de regions de moderada altitud a la Provença. Tenen usos medicinals com a tranquil·litzants, i en perfumeria. Sovint el "perfum de lavanda" però, és una imitació de síntesi química.

## Descripció
Són arbusts, perennes de tiges de secció quadrangular, generalment molt fulloses a la part inferior, amb fullas estretament lanceolades o àmpliament el·líptiques, enteres, dentades o diverses vegades dividides, amb pèls simples, ramificats i glandulars. La inflorescència és espiciforme, formada per verticil·lastres més o menys propers, amb freqüència amb escapaments llargs. Les bràctees són diferents de les fulles, sovint acolorides, les superiors, de vegades, molt diferents i sobresortints en plomall o corona. El calze té cinc dents triangulars petites, la superior generalment acaba en un apèndix més o menys el·líptic, en forma de petit opercle que tanca la gola del calze; el tub d'aquest últim presenta de vuit a quinze nervis i no té anell intern de pèls (carpostegi). La corol·la és bilabiada, de color lavanda, lila, blau o violeta, rarament blanc; el llavi superior té dos lòbuls i l'inferior tres, tots de mida semblant. Té quatre estams, didínams, els superiors més curts, en general no sobresortints del tub; l'estil és capitat. El fruit és una tetra-núcula, cadascuna de forma el·lipsoide, de color castany.

## Distribució
La lavanda és nativa de la conca mediterrània, originalment de França (Alps, Vaucluse i Drôme) i Espanya. Creix principalment a les regions més càlides del Mediterrani, en terres alcalines. Actualment, es cultiva de manera dispersa, des de la regió macaronèsica fins a la meitat nord d'Àfrica, la península aràbiga i el sud d'Àsia, arribant fins a l'Índia. A més, s'han introduït algunes espècies, híbrids i cultivars en molts països per al seu cultiu intensiu, principalment per a la destil·lació.

## Etimologia
Lavandula: nom genèric que es derivaria del francès antic lavandre i aquest del llatí lǎvo, lǎvātum, -āre ‘rentar, netejar’, en referència a l'ús d'infusions de les plantes per rentar. No obstant això, s'ha suggerit que aquesta explicació pot ser errònia, i que el nom podria derivar-se del llatí līvěo, -ēre ‘ser blavós’, una etimologia molt més plausible que l'anterior, ja que, entre altres coses, es refereix al color habitual de les flors d'aquestes plantes i, a més, no consta que a l'Antiguitat clàssica es rentés amb lavanda.

## Usos
Aquestes plantes s'utilitzen des de l'antiguitat com a ornamentals i per a l'obtenció d'essències, aromatitzants i com a condiments. Hi ha nombrosos testimonis al llarg dels segles en diferents llibres sobre els seus usos en medicina, higiene i bellesa. Des de la seva utilització per part d'egipcis i grecs per a perfums, per romans en els seus banys, al llarg de la història ha jugat un paper molt versàtil en perfumeria, medicina natural i fins i tot en cuina.
Les espècies més utilitzades són l'espígol (L. angustifolia, L. latifolia) i els hibrids de lavandí (abrial, super, grosso) i, en menor mesura, L. dentata, L. stoechas i L. pedunculata. La quantitat d'oli essencial obtingut varia segons l'espècie, l'estació i el mètode de destil·lació. Aquesta essència s'utilitza principalment en indústries de productes de tocador i de perfumeria i, ocasionalment, en pomades, etc., per a emmascarar olors desagradables i per agafar el son. També es fan servir per repel·lir els mosquits gràcies a la seva olor.

## Oli essencial de lavanda
Com s'ha indicat anteriorment, de la lavanda (Lavandula angustifolia) es pot extreure un oli essencial, que té uns matisos dolços i es pot utilitzar en bàlsams, perfums, cosmètics i aplicacions tòpiques. La Lavandula × intermedia, també coneguda com a lavandí o lavanda holandesa, produeix un oli essencial similar, però amb nivells més alts de terpens, inclosa la càmfora, que afegeixen un to més agut a la fragància.
Els híbrids de lavandí (Lavandula × intermedia) són una classe d'híbrids de la Lavandula angustifolia i la Lavandula latifolia. Els lavandins es conreen àmpliament per al seu ús comercial, ja que les seves flors solen ser més grans que les de la lavanda angustifolia i les plantes són generalment més fàcils de collir, però l'oli de lavandí és considerat per alguns de menor qualitat que el de la lavandula angustifolia, amb un perfum menys dolç.
La Food and Drug Administration dels Estats Units considera la lavanda com a "generalment reconeguda com a segura" (GRAS) per al consum humà. L'oli essencial es va utilitzar als hospitals durant la Primera Guerra Mundial.

### Components fitoquímics
S'han extret un centenar de components fitoquímics individuals de l'oli de lavanda, incloent-hi continguts importants d'acetat de linanil (30-55%), linalol (20-35%), tanins (5-10%) i cariofilè (8%), amb quantitats menors de Sesquiterpens, alcohol perilic, èster, òxid, cetona, cineol, càmfora, beta-ocimè, limonè, àcid caproic i òxid de cariofilè. Les quantitats relatives d'aquests compostos varien considerablement entre les diferents espècies de lavanda.

## Taxonomia
El gènere va ser descrit per Carl von Linné i publicat a Species Plantarum (1753), i la seva descripció ampliada i detallada a Genera Plantarum (1754).

## Taula taxonòmica
Taula basada en la clasificació de Upson and Andrews, 2004

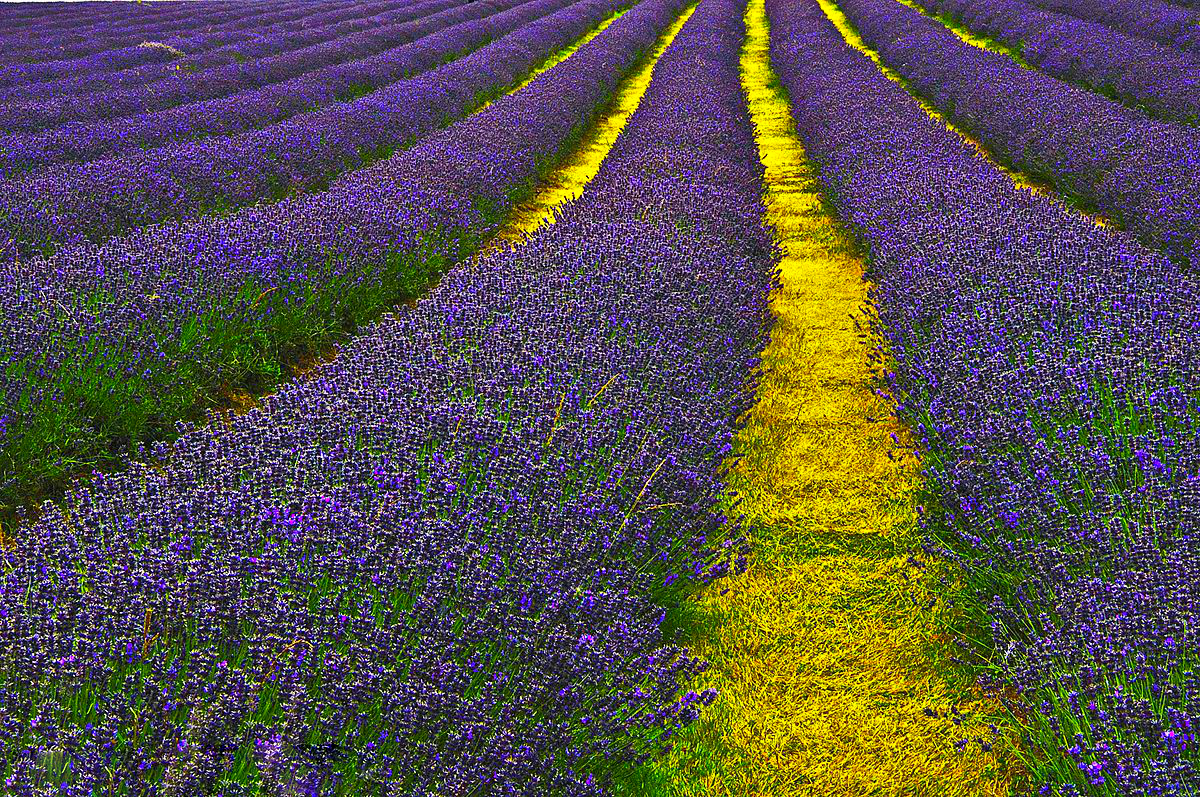
Camp de lavandes, Carshalton, Districte de Sutton (Londres).

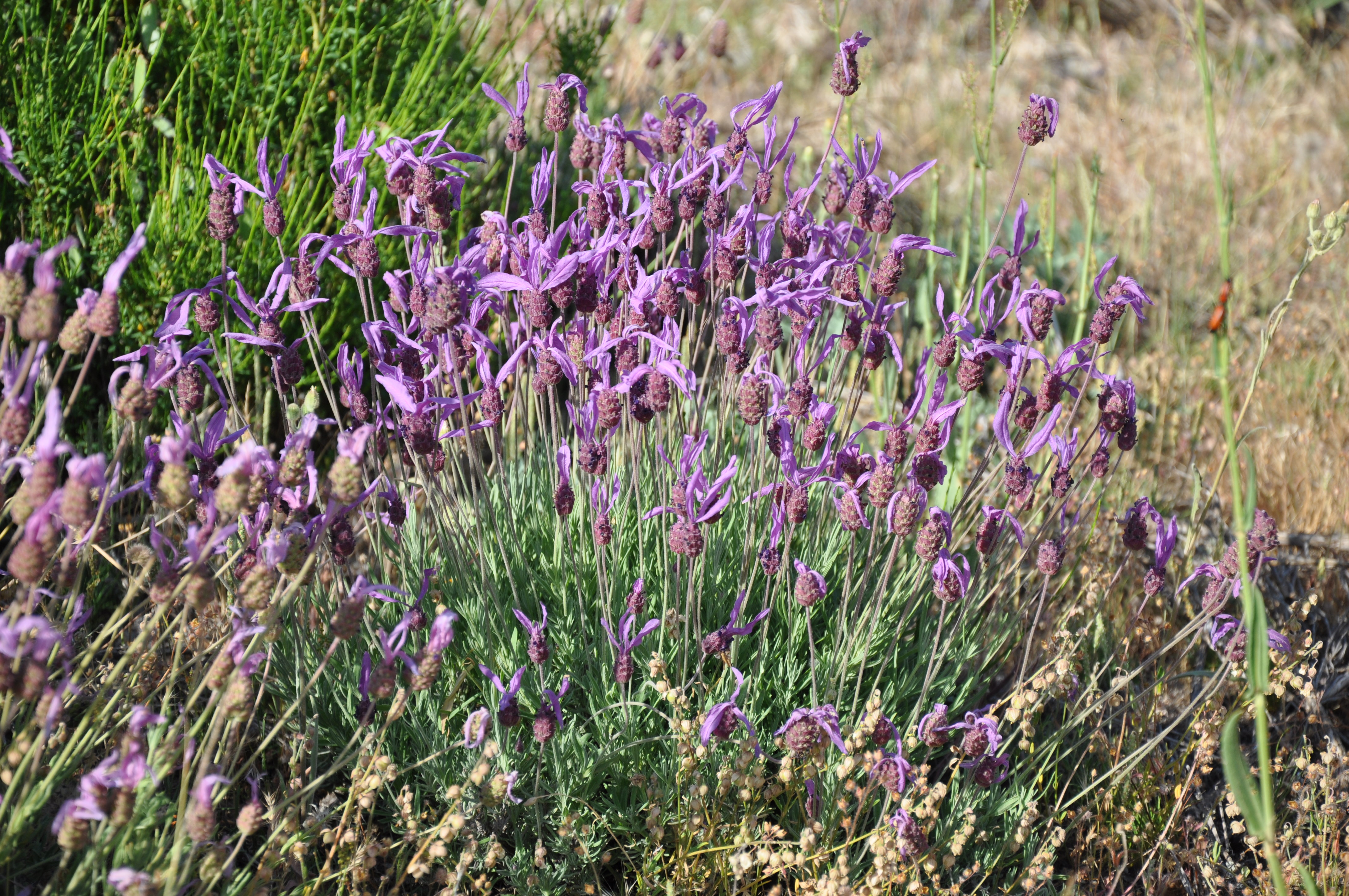
Lavadula pedunculata subsp. pedunculata a la Serra d'Àvila, Espanya.

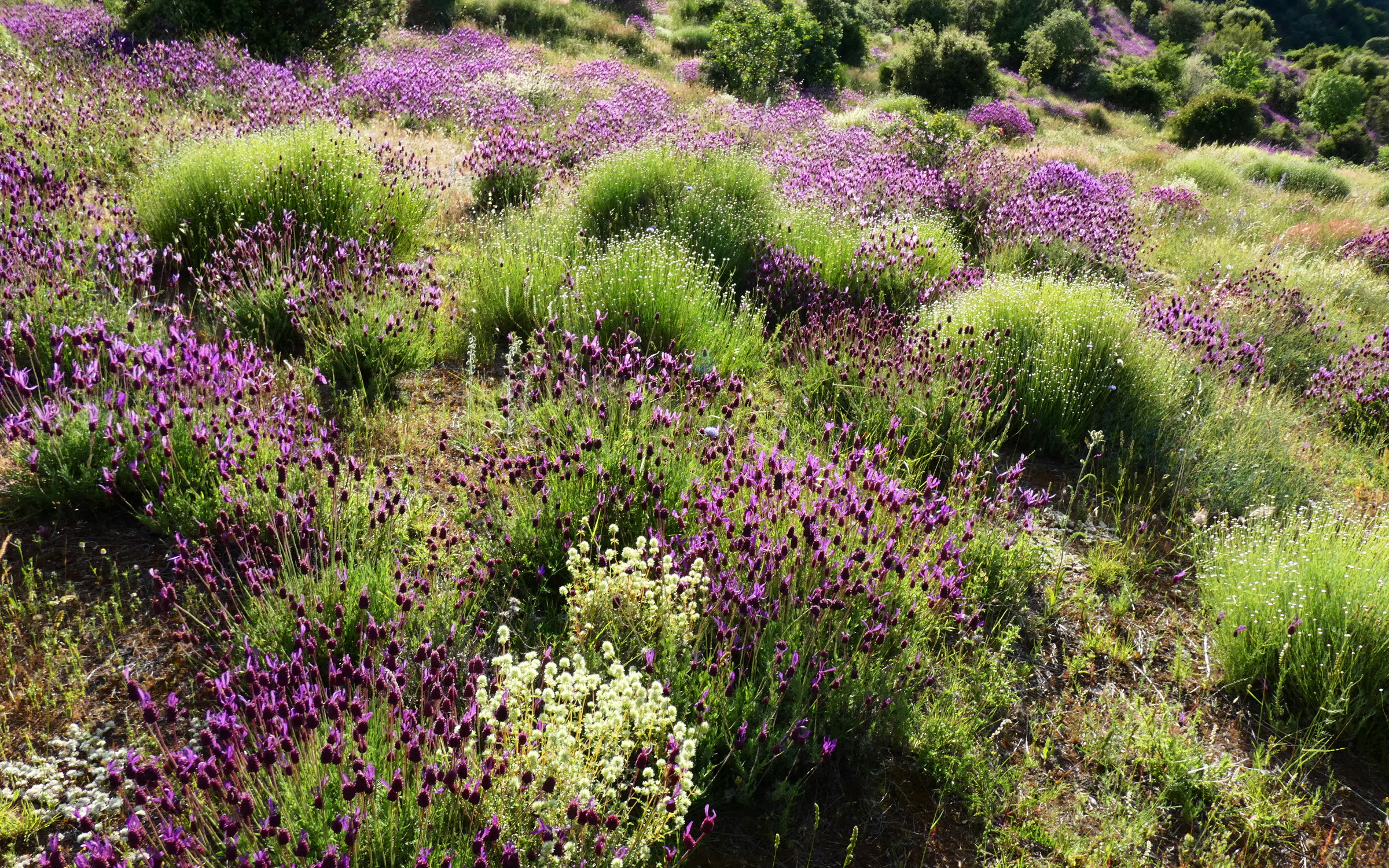
Lavanda, farigola (Thymus mastichina) i santolina (Santolina rosmarinifolia) a El Tiemblo

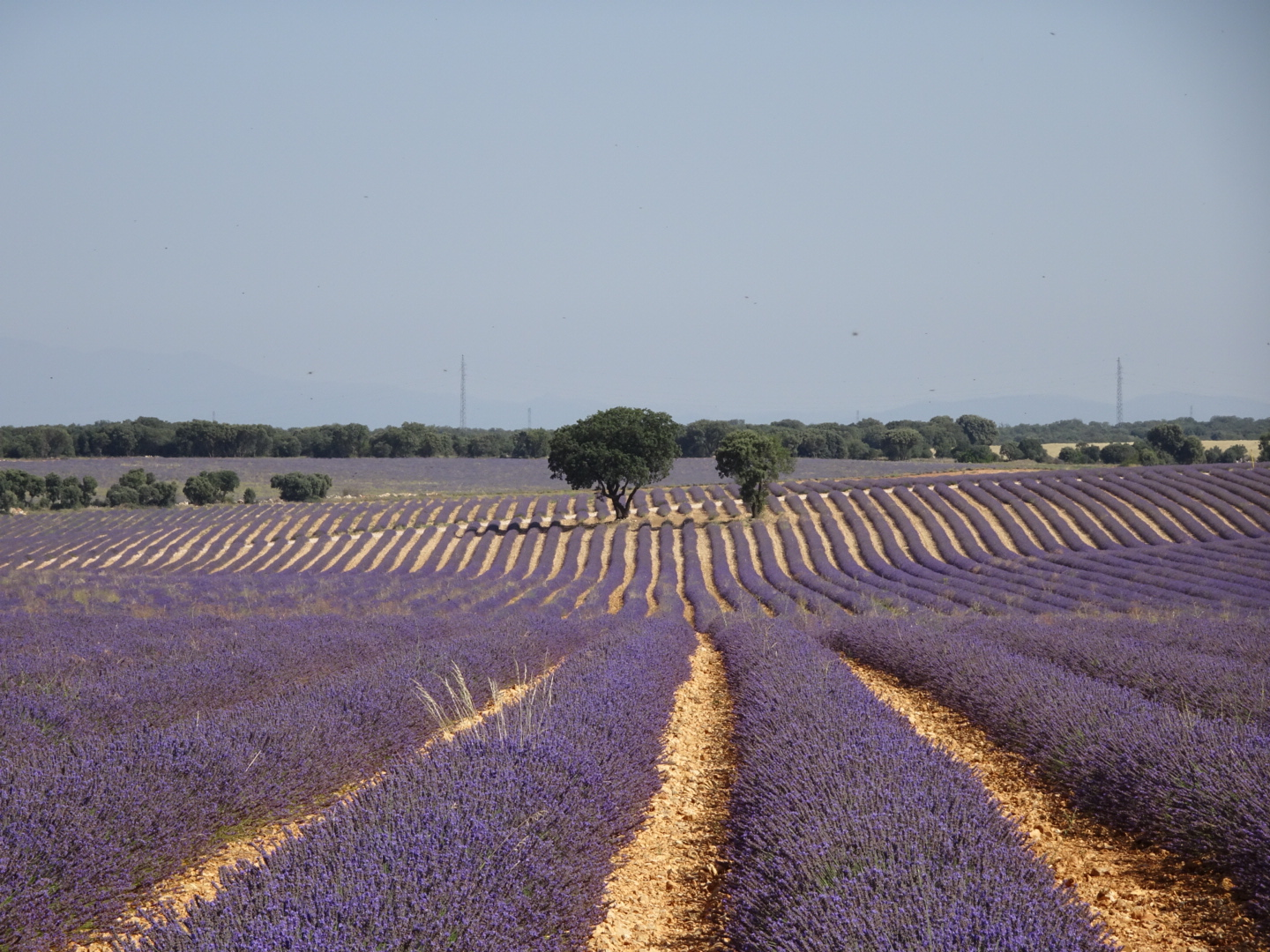
Camps de lavanda o lavandí (Lavandula × intermedia) a Brihuega, La Alcarria, (Guadalajara), Espanya

| I. Subgenus Lavandula Upson & S.Andrews i. Secció Lavandula (3 espècies) - Lavandula angustifolia Mill. subsp. angustifolia de Catalunya i Pirineus. subsp. pyrenaica del sud-est de França i àrees adjacents d'Itàlia - Lavandula latifolia Medik – nativa del centre i est d'Espanya, sud de França i nord Itàlia. - Lavandula lanata Boiss. – nativa del sud d'Espanya. Híbrids - Lavandula × chaytorae Upson & S. Andrews (L. angustifolia subsp. angustifolia × L. lanata) - Lavandula × intermèdia Emeric ex Loisel. (L. angustifolia subsp. angustifolia × L. latifolia) ii. Secció Dentatae Suárez-Cerv. & Seoane-Camba (1 espècie) - Lavandula dentata L. des de l'est d'Espanya, nord d'Algèria i el Marroc i sud-oest del Marroc. var. dentata (rosea, albiflora), candicans (persicina) [Batt.] iii. Secció Stoechas Ging. (3 espècies) - Lavandula stoechas L. subsp. stoechas de regions principalment costaneres de l'est d'Espanya, sud de França, oest d'Itàlia, Grècia, Bulgària, Turquia mediterrània, costa llevantina i la majoria de les illes mediterrànies. subsp. luisieri nadiu de la costa i l'interior de Portugal i zones adjacents d'Espanya. - Lavandula pedunculata Mill.(Cav.) subsp. pedunculata – Espanya i Portugal. subsp. cariensis – des de l'oest de Turquia al sud de Bulgària. subsp. atlantica – del Marroc montano. subsp. lusitanica – sud de Portugal i sud-oest d'Espanya. subsp. sampaiana – de Portugal i sud-oest d'Espanya. - Lavandula viridis L'Her. – nativa del sud-oest d'Espanya, sud de Portugal, i possiblement també de Madeira. Híbrids interseccionals (Dentatae i Lavendula) - Lavandula × heterophylla Viv. (L. dentata × L. latifolia) - Lavandula × allardii - Lavandula × ginginsii Upson & S. Andrews (L. dentata × L. lanata) II. Subgenus Fabrícia (Adams.) Upson & S. Andrews iv. Secció Pterostoechas Ging. (16 espècies) - Lavandula multifida L. – és nativa d'una àmplia gamma que inclou el Marroc, el sud de Portugal i Espanya, el nord d'Algèria, Tunísia, Tripolitània, Calàbria i Sicília, amb poblacions aïllades a la vall del Nil. - Lavandula canariensis Mill., de les illes Canàries. subsp. palmensis – de La Palma. subsp. hierrensis – de l'El Hierro. subsp. canariensis – de Tenerife. subsp. canariae – de Gran Canària. subsp. fuerteventurae – de Fuerteventura. subsp. gomerensis – de la Gomera. subsp. lancerottensis – de Lanzarote. - Lavandula minutolii Bolle – Illes Canàries. subsp. minutolii subsp. tenuipinna - Lavandula bramwellii Upson & S. Andrews – de Gran Canària. - Lavandula pinnata L. – de les Canàries i també Madeira. - Lavandula buchii Webb & Berthel. – Tenerife. - Lavandula rotundifolia Benth. – Illes de Cap Verd. - Lavandula maroccana Murb. – Muntanyes de l'Atlas al Marroc. - Lavandula tenuisecta Coss. ex Ball – Muntanyes de l'Atlas al Marroc. - Lavandula rejdalii Upson & Jury – Marroc. - Lavandula mairei Humbert – Marroc. - Lavandula coronopifolia Poir. – Té una àmplia distribució, des de Cap Verd a través del nord d'Àfrica, el nord-est d'Àfrica tropical, Aràbia fins a l'est de l'Iran. - Lavandula saharica Upson & Jury – sud d'Algèria i regions properes. - Lavandula antineae Maire – Regió central del Sàhara. subsp. antinae subsp. marrana subsp. tibestica - Lavandula pubescens Decne. – des d'Egipte i Eritrea, Sinai, Israel i Palestina, Jordània, oest de la península aràbiga fins al Iemen. - Lavandula citriodora A.G. Mill. – sud-oest de la península aràbiga. Híbrids - Lavandula × christiana Gattef. & Maire (L. pinnata × L. canariensis) v. Secció Subnudae Chaytor (10 espècies) - Lavandula subnuda Benth. – de les muntanyes d'Oman i dels Unió dels Emirats Àrabs. - Lavandula macra Baker – sud de la península aràbiga i nord de Somàlia. - Lavandula dhofarensis A.G. Mill. – des de Dhofar a el sud d'Oman. subsp. dhofarensis subsp. ionensis - Lavandula samhanensis Upson & S. Andrews – Dhofar, Oman. - Lavandula setifera T. Anderson – de les regions costaneres del Iemen i Somàlia. vi. Secció Chaetostachys Benth. (2 espècies) - Lavandula bipinnata (Roth) Kuntze – de la península del Dècan i del centre-nord de l'Índia. - Lavandula gibsonii J. Graham – Ghats orientals, Índia. vii. Secció Hasikenses Upson & S. Andrews (2 espècies) - Lavandula hasikensis A.G. Mill. – Oman. :* Lavandula sublepidota Rech. f. – lluny, al sud de l'Iran. III. Subgènere Sabaudia (Buscal. & Muschl.) Upson & S. Andrews viii. Secció Sabaudia (Buscal. & Muschl.) Upson & S. Andrews (2 espècies) - Lavandula atriplicifolia Benth. – a l'oest de la península Aràbiga, Egipte. - Lavandula erythraeae (Chiov.) Cufod. – d'Eritrea. |

### Tàxons a la península Ibèrica
Els següents tàxons són presents a la península Ibèrica:
| Híbrids naturals                 |                                                       |
| -------------------------------- | ----------------------------------------------------- |
| Lavanda angustifolia             | Lavandula angustifolia angustifolia × latifolia       |
| Lavandula angustifolia pyrenaica | Lavandula angustifolia pyrenaica × latifolia          |
| Raspall de dents                 | Lavandula angustifolia × dentada                      |
| Lavanda silvestre                | Lavanda dentadaa × lanata,                            |
| Lavandula latifolia              | Lavandula latifolia × latifolia (= L. × heterophylla) |
| Lavandula multifida              | Lavandula lanata × latifolia                          |
| Lavanda pedunculada              | Lavandula pedunculata × stoechas                      |
| Lavandula stoechas               | Lavandula pedunculata × viridis                       |
| Lavandula stoechas luisieri      | Lavandula stoechas × viridis                          |
| Lavender stoechas stoechas       |                                                       |
| Lavandula viridis                |                                                       |

De les cinc espècies presents als Països Catalans, les dues menys comunes (L. multifida i L. dentata) són les úniques que no tenen les fulles senceres. De les altres tres, més freqüents, el cap d'ase es distingeix per la seva inflorescència densa amb grans bràctees estèrils acolorides al capdamunt; i el barballó es distingeix de l'espígol per les fulles més amples i els peduncles de la inflorescència normalment ramificats.

## Honors
L'espígol és la flor nacional de Portugal.

## Galeria

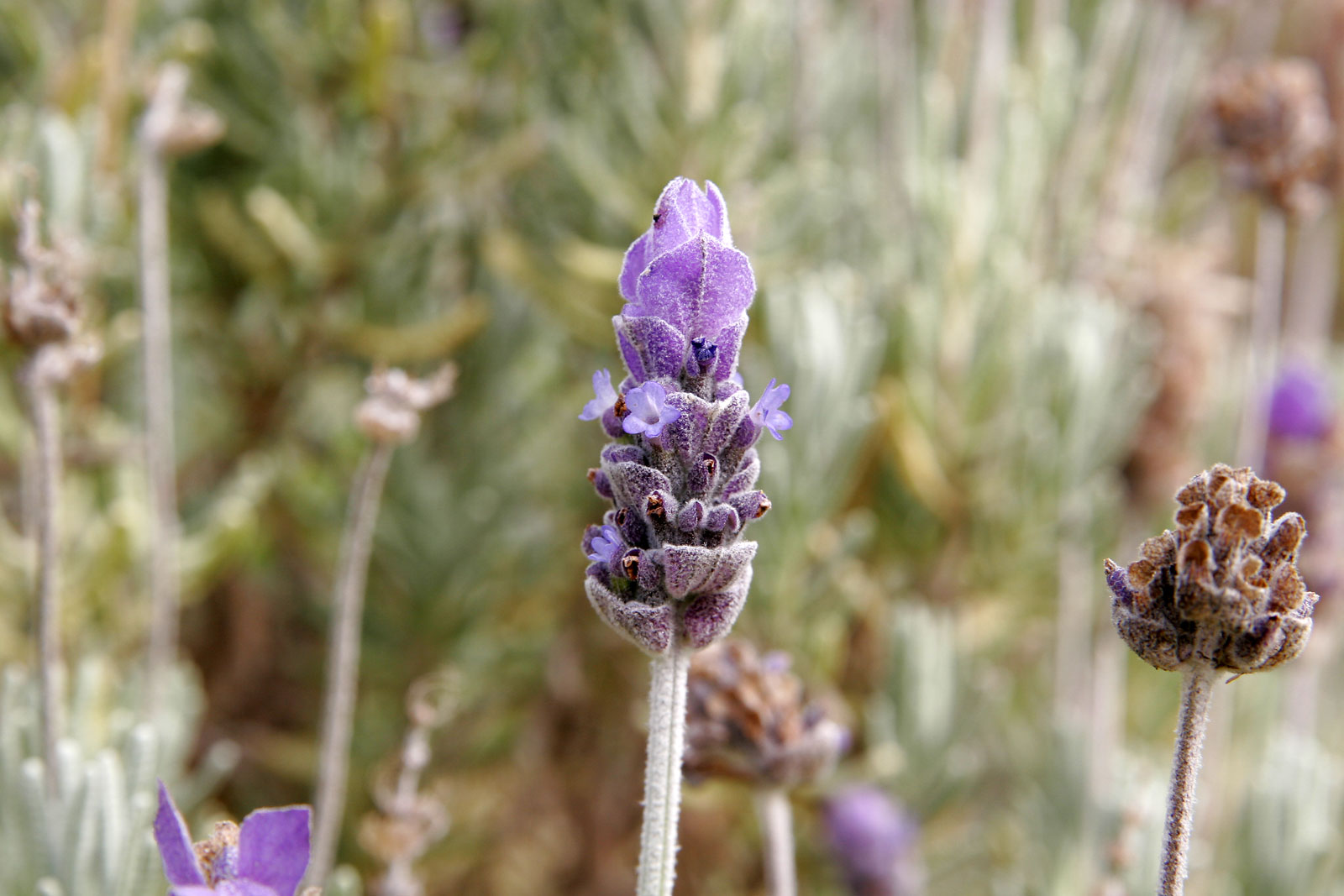
Flors d'espígol
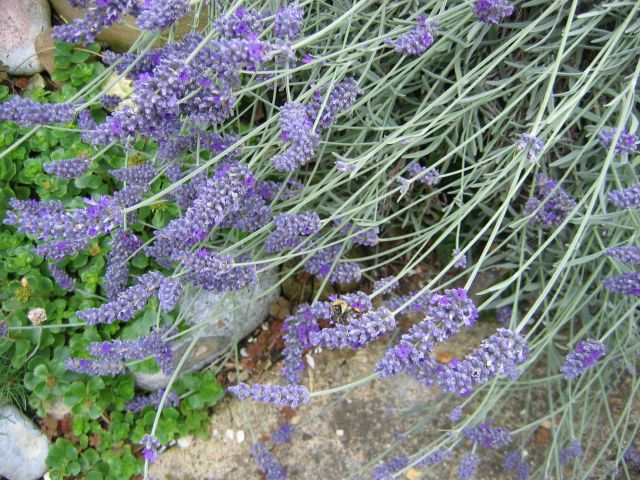
Flors d'espígol
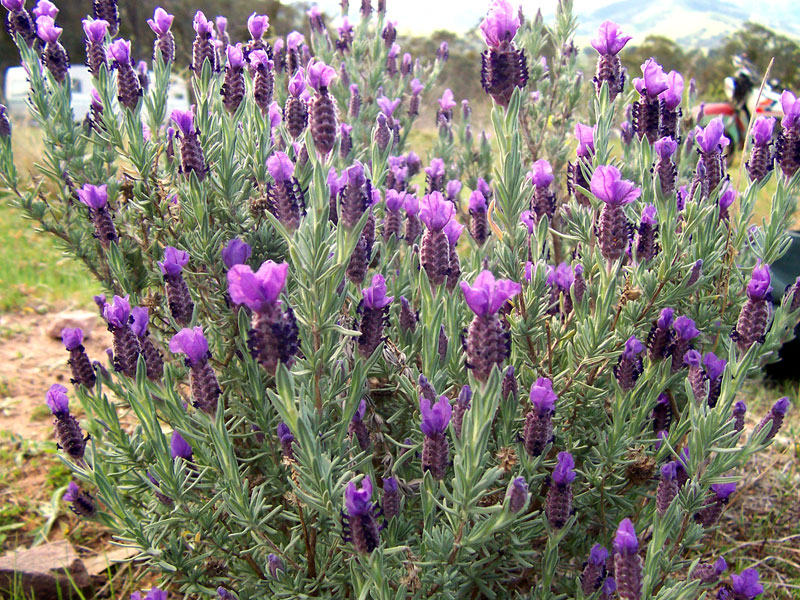
Tomaní o cap d'ase (Lavandula stoechas)
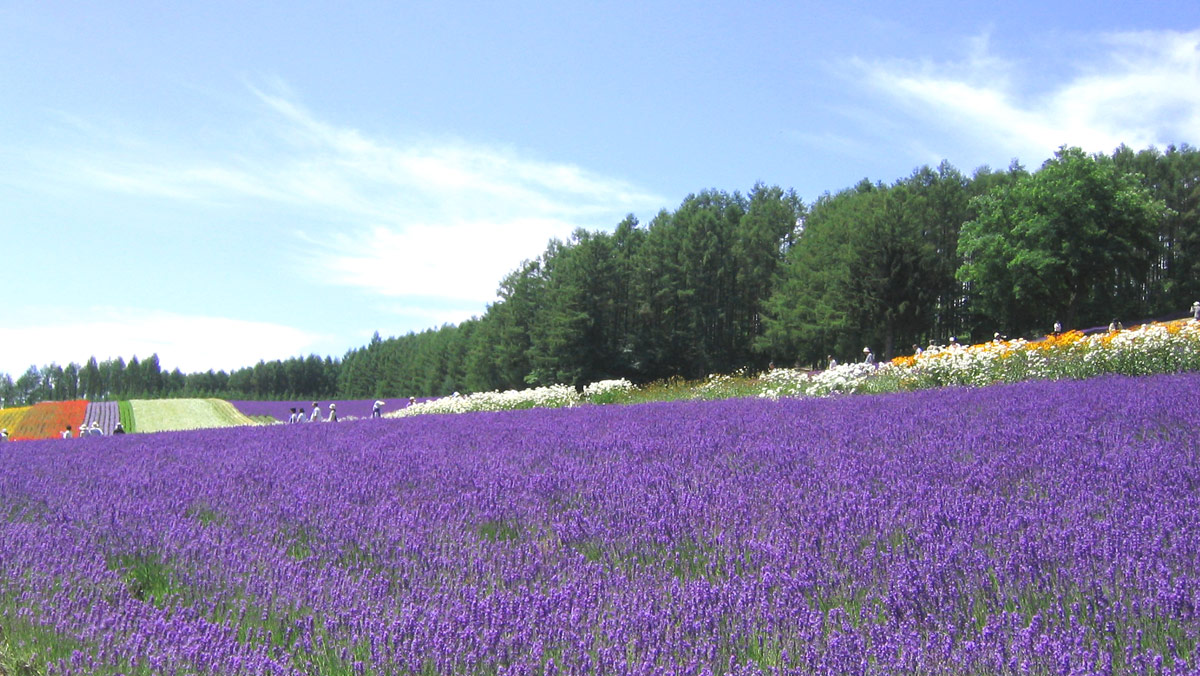
Conreu de Lavandula spp. a Hokkaido, Japó
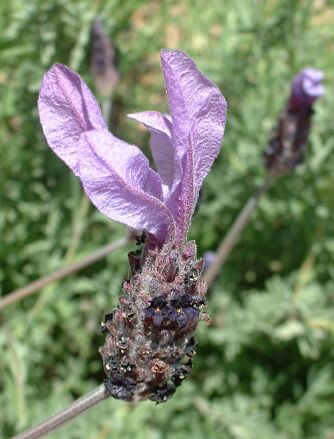
Flor de cap d'ase o tomaní (Lavandula stoechas)